# Oxalato de calcio
El oxalato de calcio es un compuesto químico que en algunas plantas forma cristales con forma de agujas llamados rafidios. Su fórmula química es CaC2O4 o Ca(COO)2.

## Fuentes

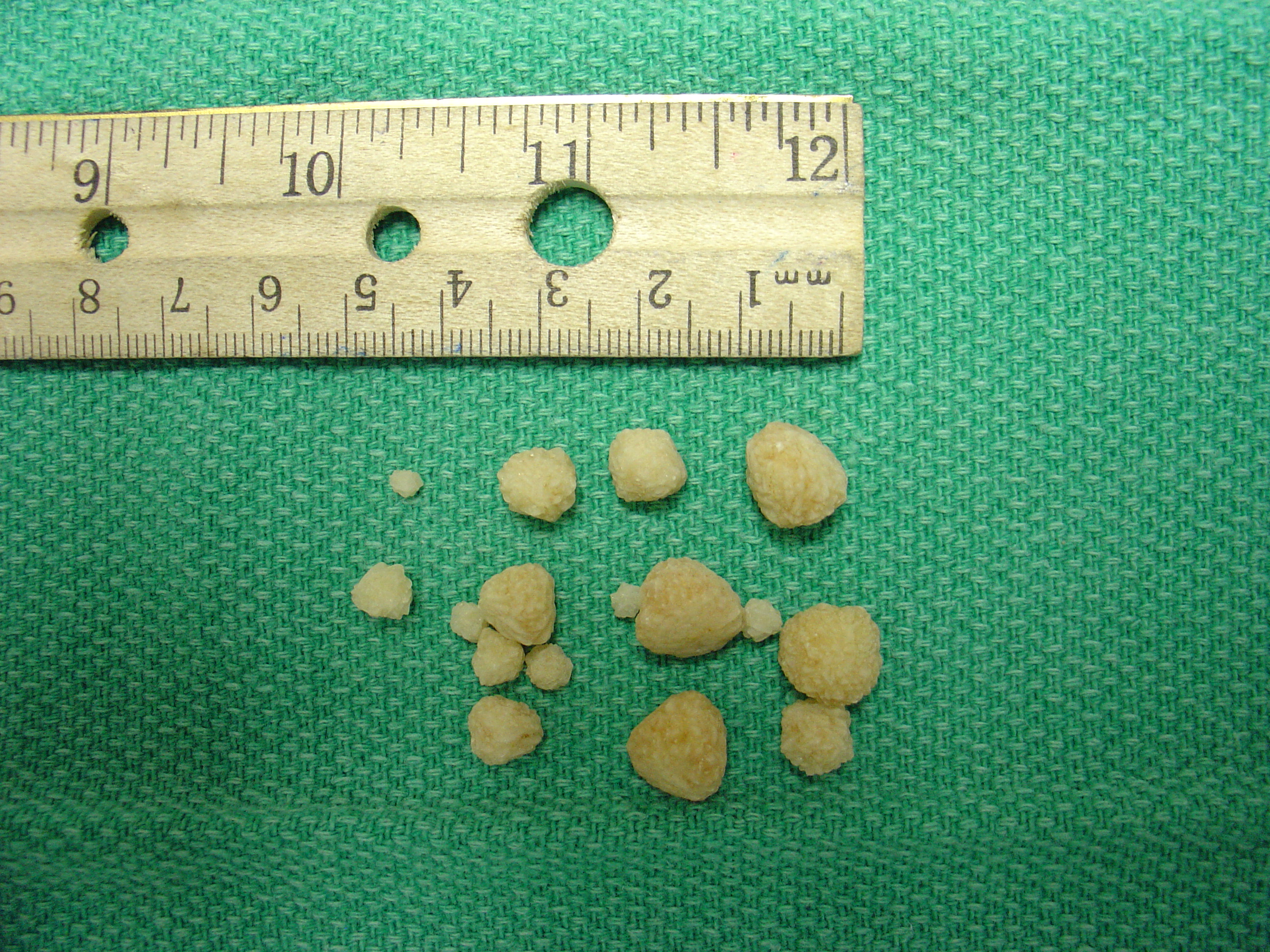
Cristales de oxalato de calcio encontrados en la vejiga de un perro.

## Efectos de la ingestión
Incluso una pequeña dosis de rafidios es suficiente para causar sensaciones intensas de quemazón en la boca y garganta, hinchazón y choque. En grandes dosis, sin embargo, los rafidios causan trastornos digestivos graves, dificultad respiratoria y, si se consume suficiente, convulsiones, coma, y muerte. Es posible la recuperación de envenenamiento grave con rafidios. 
El tallo de Dieffenbachia produce las reacciones más intensas. Estos cristales en forma de agujas producen dolor e hinchazón al tomar contacto con los labios, lengua, mucosa oral, conjuntiva o piel. El edema primariamente se produce debido al trauma directo de los cristales en forma de aguja y, en una menor extensión, por otras toxinas de la planta (bradiquininas, enzimas, etcétera).

## Tratamiento
Es necesario tratamiento médico inmediato. Dependiendo de la planta ingerida, los efectos pueden ser suaves [Oreja de elefante (Xanthosoma sagittifolium), taro (Colocasia esculenta)] o graves (Arisaema), comprometiendo las vías respiratorias. Una mordedura en la vaina de la semilla del Arisaema producirá hinchazón y ardor inmediatos. La hinchazón tardará cerca de 12 horas en remitir. 
La medicación administrada en urgencias médicas puede incluir Benadryl (difenhidramina), adrenalina, o Famotidina, todos en forma intravenosa. Aunque sea probablemente una reacción localizada, en urgencias médicas será tratada como una reacción anafiláctica.